# Pimen (biskup koptyjski)
Pimen (ur. 19 grudnia 1959 w Dżazirat al-Hawatika) – duchowny Koptyjskiego Kościoła Ortodoksyjnego, od 1992 biskup Nakady.

## Życiorys
15 października 1986 złożył śluby zakonne w monasterze Panny Marii. Sakrę biskupią otrzymał 26 maja 1991.